# 皮内尔湖
皮内尔湖 （英語：Lake Peigneur，本地发音：[pæ̃j̃æ̹ɾ]）是一个半咸水湖，位于美国路易斯安那州德尔坎伯以北1.2英里（1.9）、在新伊比利亚西部9.1英里（14.6），在弗米利恩湾最北端附近。最大深度为200英尺（61），它是路易斯安那州最深的湖泊。
皮内尔湖原本是一个10英尺（3）深的淡水水体，受到运动者的欢迎。直到1980年11月20日发生了一次罕见的人为灾难，改变了它的结构和周围的土地。

## 钻井灾难
1980年11月20日星期四，由德士古公司承包的石油钻机意外地钻入了钻石水晶盐公司的湖下盐矿。由于坐标参考系统的错误使用（设备把横轴墨卡托投影坐标系错当做通用横轴墨卡托投影坐标系来计算）。14英寸（36）的钻头钻入了矿井，破坏已采空的地层，产生一个深洞，并使湖水从淡水变成咸水。
尽管随后发生的大漩涡将许多证据破坏或冲走，但可以确定，是德士古公司对开钻位置的错误估算导致钻头刺穿了矿井第三层的顶部，在湖底开了一个洞，而后湖水排入洞中，随着土壤和盐分被冲涌入矿井扩大洞穴的大小，填补了自1919年以来开采盐矿后留下的巨大洞穴。
由此产生的漩涡吞噬了钻井平台、十一艘驳船、一艘拖船、许多树木和周围65英畝（26公頃）土地。大量的水排入这些洞穴，以至于通常由皮内尔湖流向弗米利恩湾的德尔坎布雷运河的水流被逆转，使该运河成为临时入口。回流造成了路易斯安那州有史以来最高的瀑布，高达164英尺（50），因为湖中灌入了德尔坎布雷运河和弗米利恩湾的咸水。被水排入山洞的水所置换的空气以压缩空气的形式从矿井喷涌而出，之后产生了达到了400英尺（120）的间歇泉。
尽管没有人员伤亡，但据报有三只狗死亡。事故发生时，矿场中的所有55名员工都得到逃生，钻机的工作人员在钻机平台被吸入新的湖底之前逃离了平台。当时在湖上的一位渔夫驾驶着他的小船上岸并逃脱。灾难发生后的几天，水压平衡后，十一艘沉没的驳船中有九艘从漩涡中弹出，并重新漂浮在湖面上。
事件发生后湖中含鹹水，这并不是因矿山中的盐溶入了水中，而是由于德尔坎布雷运河和弗米利恩湾中的鹹水流入，这些鹹水是自然鹹或微鹹的。该事件将湖泊从淡水变为鹹水并增加了一部分湖泊的深度而永久影响了湖泊的生态系统。

### 后续
德士古和钻井承包商威尔逊兄弟在庭外和解的方式，向钻石水晶支付了3200万美元，向附近的植物苗圃 Live Oak Gardens 支付了1280万美元，以补偿造成的损失。该矿最终在1986年12月关闭。
自1994年以来，AGL资源一直使用皮内尔湖下面的盐穹顶作为加压天然气的储存和枢纽设施。  2009年，当地居民担心在湖下和附近的钻井作业中储存天然气的安全性。